# Quick Charge
Quick Charge là giao thức sạc độc quyền chỉ có trong chip hệ thống của Qualcomm, được sử dụng trong các thiết bị như điện thoại di động, để quản lý nguồn điện được cung cấp qua USB, chủ yếu adapter sẽ đóng vai trò chính tạo ra nguồn điện có điện áp cao, kết hợp với chip Qualcomm trong máy
Nó làm tăng điện áp và do đó sạc pin trong các thiết bị nhanh hơn tốc độ USB tiêu chuẩn cho phép. Quick Charge 2 trở đi công nghệ chủ yếu được sử dụng cho adapter tường, nhưng nó cũng được thực hiện trong bộ sạc trong xe hơi và bộ sạc (cho cả đầu vào và công suất đầu ra).
Quick Charge cũng là nền tảng của các hệ thống sạc nhanh đặc quyền khác được phát triển bởi các nhà sản xuất khác.

## Chi tiết
Quick Charge là công nghệ đặc quyền cho phép sạc các thiết bị chạy bằng pin, chủ yếu là điện thoại di động, ở các mức trên và lớn hơn 5V và 2A thông thường mà hầu hết các tiêu chuẩn USB cho phép. Nhiều công ty khác có công nghệ cạnh tranh riêng của họ; bao gồm MediaTek Pump Express và OPPO VOOC (được cấp phép cho OnePlus với tên là"Dash Charge").
Mặc dù là đặc quyền, các hành vi chính xác (ví dụ như thương lượng điện áp giữa thiết bị và bộ sạc) đã được thiết kế ngược.
Để tận dụng lợi thế của Qualcomm Quick Charge, cả nguồn cung cấp năng lượng và thiết bị đều phải hỗ trợ nó. Vào năm 2012, USB Implementers Forum (USB IF) đã thông báo rằng tiêu chuẩn USB Power Delivery (USB PD) của họ đã được hoàn thiện, cho phép các thiết bị truyền tải công suất lên tới 100W qua các cổng USB có hỗ trợ. Công nghệ mới này lần đầu tiên được nhìn thấy trong một nguyên mẫu Xiaomi Mi Mix 3 được sạc từ 1% đến 100% trong vòng 17 phút.
Quick Charge 2.0 đã giới thiệu một tính năng tùy chọn có tên Dual Charge (ban đầu được gọi là Parallel Charge). Dual Charge sử dụng hai mạch tích hợp quản lý năng lượng (PMIC) để chia nguồn điện thành 2 luồng để giảm nhiệt độ điện thoại.
Quick Charge 3.0 đã giới thiệu INOV (Intelligent Negotiation for Optimal Voltage) và Công nghệ tiết kiệm pin. INOV là một thuật toán cho phép các thiết bị hỗ trợ nó có khả năng xác định mức năng lượng truyền vào máy ở những thời điểm khác nhau để đảm bảo hiệu quả truyền tải điện năng một cách tối ưu. Công nghệ tiết kiệm pin nhằm mục đích duy trì ít nhất 80% công suất sạc ban đầu sau 500 chu kỳ sạc. Cũng như HVDCP+ và Dual Charge+ (tùy chọn). Qualcomm tuyên bố  rằng Quick Charge 3.0 mát hơn tới 4-6C, nhanh hơn 16% và hiệu quả hơn 38% so với Quick Charge 2.0. Và Quick Charge 3.0 với Dual Charge+ mát hơn tới 7-8C, nhanh hơn 27% và hiệu quả hơn 45% so với Quick Charge 2.0 với Dual Charge.
Quick Charge 4 đã được công bố vào tháng 12 năm 2016 cùng với Snapdragon 835. Quick Charge 4 bao gồm HVDCP++, Dual Charge++ (tùy chọn), INOV 3.0 và  Công nghệ tiết kiệm pin thứ 2. Phiên bản thứ 4 tương thích với cả thông số kỹ thuật của USB⁠-C và USB Power Delivery (USB-PD). Do đó, Quick Charge 4 rơi trở lại vào USB-PD nếu bộ sạc hoặc thiết bị không tương thích. Phiên bản 4 cũng có các biện pháp an toàn bổ sung để bảo vệ chống quá áp, quá dòng và quá nhiệt, cũng như phát hiện chất lượng cáp. Qualcomm tuyên bố Quick Charge 4 với Dual Charge++ mát hơn tới 5C, nhanh hơn 20% và hiệu quả hơn 30% so với Quick Charge 3.0 với Dual Charge+.
Quick Charge 4+ được công bố vào ngày 1 tháng 6 năm 2017. Quick Charge 4+ giới thiệu Tính năng cân bằng nhiệt độ thông minh và tính năng an toàn tiên tiến để loại bỏ các điểm nóng và bảo vệ chống quá nhiệt và ngắn mạch hoặc hư hỏng của đầu nối USB-C. Và Dual Charge++ là bắt buộc, trong các phiên bản trước, Dual Charge là một tùy chọn.
Quick Charge 5 được công bố vào ngày 27 tháng 7 năm 2020. Với công suất lên tới 100W, với trên smartphone có dung lượng pin là 4500mAh, Qualcomm hứa hẹn sạc được từ 0% đến 50% chỉ sau 5 phút sạc. Qualcomm tuyên bố rằng tiêu chuẩn này tương thích chéo với nguồn cung cấp năng lượng lập trình USB PD PPS và công nghệ của nó có thể giao tiếp với bộ sạc khi sạc pin đôi và tăng gấp đôi điện áp và cường độ dòng điện. Ví dụ, một viên pin duy nhất yêu cầu 8,8V năng lượng. Sau đó, tế bào kép có thể yêu cầu bộ sạc PPS tạo ra 17,6V và chia đôi thành hai viên pin riêng biệt, kéo tổng cộng 5,6A để đạt được 100W.

### Sạc nhanh cho nguồn không dây
Vào ngày 25 tháng 2 năm 2019 Qualcomm đã công bố Sạc nhanh cho nguồn không dây. Sạc nhanh cho Nguồn không dây rơi trở lại tiêu chuẩn Qi của Hiệp hội nguồn không dây (WPC) nếu bộ sạc hoặc thiết bị không tương thích.

## Phiên bản
| Công nghệ      | Điện áp | Tối đa hiện tại                     | Công suất tối đa                                            | Các tính năng mới                                                                                    | Ngày phát hành | Ghi chú                                                                                        |
| -------------- | --- | ----------------------------------- | ----------------------------------------------------------- | --- | -------------- | ---------------------------------------------------------------------------------------------- |
| Sạc nhanh 1.0  | lên đến 6,3V | 2A                                  | 10W                                                         | - AICL (Giới hạn hiện tại đầu vào tự động) - APSD (Tự động phát hiện nguồn điện)                     | 2013           | Snapdragon 215, 600                                                                            |
| Sạc nhanh 2.0  | 5V, 9V, 12V, (20V) | 3A, 2A hoặc 1,67A                   | 18W (9 V* 2A)                                               | - HVDCP (Cổng sạc chuyên dụng điện áp cao) - Dual Charge (tùy chọn)                                  | 2014           | Snapdragon 200, 208, 210, 212, 400, 410, 412, 415, 425, 610, 615, 616, 800, 801, 805, 808, 810 |
| Sạc nhanh 3.0  | 3,6V đến 22V, động với gia số 200mV | 2.6A hoặc 4.6A                      | 36W (12V * 3A)                                              | - HVDCP+ - Dual Charge+ (tùy chọn) - INOV 1.0& 2.0 - Công nghệ tiết kiệm pin                         | 2016           | Snapdragon 427, 430, 435, 450, 617, 620, 625, 626, 632, 650, 652, 653, 665, 820, 821           |
| Sạc nhanh 4    | Tăng 3,6V đến 20V, 20mV qua QC 5V, 9V qua USB-PD 3V đến 21V, trong các bước 20mV và 0A đến 3A 50mA bước tăng qua USB-PD 3.0 PPS (Cung cấp năng lượng lập trình) | 2.6A hoặc 4.6A qua QC 3A qua USB-PD | 100W (20V * 5A) qua QC 27W qua phân phối nguồn USB (USB-PD) | - HVDCP++ - Dual Charge++ (tùy chọn) - INOV 3.0 - Công nghệ tiết kiệm pin thứ 2 - Tương thích USB-PD | 2017           | Snapdragon 630, 636, 660, 710, 835                                                             |
| Sạc nhanh 4+   | Tăng 3,6V đến 20V, 20mV qua QC 5V, 9V qua USB-PD 3V đến 21V, trong các bước 20mV và 0A đến 3A 50mA bước tăng qua USB-PD 3.0 PPS (Cung cấp năng lượng lập trình) | 2.6A hoặc 4.6A qua QC 3A qua USB-PD | 100W (20V * 5A) qua QC 27W qua phân phối nguồn USB (USB-PD) | - Dual Charge++ (không bắt buộc) - Cân bằng nhiệt thông minh - Tính năng an toàn nâng cao            | 2017           | Snapdragon 670, 675, 712, 730, 730G, 845.855, 865                                              |
| Quick Charge 5 | |                                     | 100 W+                                                      | - 100W+ năng lượng sạc - 100% trong 15 phút - Quản lý nhiệt tốt hơn (không quá 40 °C) - Dual Charge  | 2020           | Snapdragon 865, 865+                                                                           |

## Các giao thức sạc khác

### Giao thức dựa trên sạc nhanh
Lưu ý: Chúng tương thích với các bộ sạc hỗ trợ sạc nhanh
- TurboPower (Motorola)
- Adaptive Fast Charging (Samsung)
- BoostMaster (Asus)
- Dual-Engine Fast Charging (Vivo)

### Các giao thức đặc quyền khác
- VOOC (OPPO)
- SuperCharge (Huawei)
- Pump Express (MediaTek)
- Super FlashCharge (Vivo)
- USB Power Delivery (USB-IF)